# 莫伊谢·鲁希莫维奇
莫伊谢·利沃维奇·鲁希莫维奇（俄语：Моисей Львович Рухимович，1889年10月—1938年7月29日），犹太人，他是全联盟共产党（布尔什维克）中央组织局候补委员、苏联国防工业人民委员会委员、苏联通讯人民委员。

## 生平
1913年，加入俄国社会民主工党。1917年，十月革命时期任哈尔科夫军事革命委员会主席。1921年，历任顿涅茨省和巴赫姆特省执行委员会主席、国营顿涅茨煤炭工业托拉斯和南方化学托拉斯经理。1925年，任乌克兰苏维埃社会主义共和国最高国民经济委员会主席。1926年，任苏联最高国民经济委员会副主席。1927—1930年，为苏共中央组织局委员。1930—1931年，任苏联交通人民委员、国营库兹巴斯煤炭工业联合企业经理。1936年，任苏联国防工业人民委员。在俄共(布)第十三次代表大会(1924年)至联共(布)第十七次代表大会(1934年)上均被选为中央委员会委员。曾是苏联中央执行委员会委员。1937—1938年间被捕，1938年被枪杀，1956年平反恢复党籍。